# Nachal Ben Ja'ir
Nachal Ben Ja'ir (hebrejsky נחל בן יאיר) je vádí v jižním Izraeli, na pomezí severovýchodního okraje Negevské pouště a v Judské poušti.
Začíná v nadmořské výšce okolo 300 metrů kopcovité neosídlené pouštní krajině, na východních svazích hory Har Ben Ja'ir přes 10 kilometrů severovýchodně od města Arad. Směřuje pak k východu přičemž prudce klesá do příkopové propadliny u Mrtvého moře přes skalní stupeň Ma'ale Ben Ja'ir. Jižně odtud vede paralelně s tokem vádí lokální silnice číslo 3199. Do sníženiny Mrtvého moře vstupuje vádí cca 1,5 kilometru severně od starověké pevnosti Masada. Podchází dálnici číslo 90 a ústí do Mrtvého moře, respektive do umělého kanálu, který spojuje jižní a severní část Mrtvého moře (střední část kvůli poklesu stavu vody vyschla).